# Vocal semiabierta central redondeada
La vocal semiabierta central redondeada (escucharⓘ) es un tipo de sonido vocálico usado en ciertas lenguas habladas. El símbolo en el Alfabeto Fonético Internacional que representa este sonido es ɞ, y su equivalente en X-SAMPA es 3\. Se trata de una epsilon reflejada cerrada.
A consecuencia de un error tipográfico o de diseño, se publicaron cuadron AFI con esta vocal transcrita como una epsilon cerrada, <ʚ>. Esta variante gráfica se introdujo en Unicode. La forma <ɞ> se considera correcta.

## Rasgos
- Su abertura es semiabierta, lo que significa que la lengua se sitúa entre una vocal abierta y una vocal intermedia.
- Su localización vocálica es central, lo que significa que la lengua se sitúa entre una vocal anterior y una vocal posterior.
- Se trata de una vocal redondeada, lo que significa que los labios se abocinan.

## Ejemplos
| Lengua   | Lengua   | Término   | AFI          | Traducción  | Notas |
| -------- | -------- | --------- | ------------ | ----------- | ----- |
| Irlandés | Irlandés | t'omha'il | [tɞ̜ːlʲ]      | 'consume'   |       |
| Navajo   | Navajo   | tsosts’id | [tsʰɞstsʼɪt] | 'siete'     |       |
| Somalí   | Somalí   | keenaysaa | [keːnɞjsɑː]  | 'ella trae' |       |